# アレクサンダー・メルケル
アレクサンダー・メルケル（Alexander Merkel、1992年2月22日 - ）は、カザフスタン・アルマトイ出身のサッカー選手。ポジションはミッドフィールダー。

## 経歴
ドイツ系ロシア人の両親のもとにカザフスタンのアルマトイ州で生まれ、6歳のときに家族とともに祖先の地に渡独した。11歳の時からVfBシュトゥットガルトの下部組織に所属し、2008年の夏にイタリアのACミランのユースチームに移籍した。2009-10シーズンにトップチームへ昇格し、2010年12月8日に行われたUEFAチャンピオンズリーグのアヤックス・アムステルダム戦でデビューを果たした。2011年1月6日、カリアリ・カルチョ戦でスタメンに名を連ねリーグ戦デビューを果たした。1月20日、コッパ・イタリアのSSCバーリ戦で初ゴールを記録した。
2011年6月、共同保有でジェノアCFCに移籍。ここで活躍を見せ、2012年1月に中盤の故障が相次いだミランにレンタルで復帰した。
2013年1月、ウディネーゼ・カルチョに移籍。2014年1月には夏までのレンタルでフットボールリーグ・チャンピオンシップのワトフォードFCに加入した。2014年7月からはスイス・スーパーリーグのグラスホッパー・クラブ・チューリッヒにレンタル移籍することが発表された。
2016年8月15日、VfLボーフムに移籍した。2018年2月5日にクラブとの契約を解除し、FCアドミラ・ヴァッカー・メードリングへ移籍した。
2018年7月29日、ヘラクレス・アルメロに移籍した。
2020年9月13日、アル・ファイサリーFCと契約。
2021年8月19日、2年契約+1年延長オプションでガズィアンテプFKに加入。

## 代表歴
ドイツ代表としてU-15から各年代でプレーしている。2015年3月3日カザフスタン代表の代表招集に合意したことを発表した。

## タイトル
ミラン
- セリエA : 2010-11